# The Road (Mike + The Mechanics)
The Road è il settimo album in studio del gruppo musicale britannico Mike + The Mechanics, pubblicato nel 2011 dalla Sony Music.

## Il disco
L'album segna il ritorno di Mike Rutherford dopo diversi anni di assenza dal panorama discografico, in cui si avvale della collaborazione di Andrew Roachford e Tim Howar che, oltre a firmare i testi dell'album, danno anche la loro voce.

## Tracce
1. The Road – 4:20
2. Reach Out (Touch The Sun) – 4:03
3. Try To Save Me – 3:47
4. Background Noise – 4:15
5. I Don’t Do Love – 4:34
6. Heaven Doesn’t Care – 3:37
7. It Only Hurts For A While – 4:09
8. Walking On Water – 3:41
9. Hunt You Down – 3:44
10. Oh No – 4:17
11. You Can Be The Rock – 5:17

## Formazione
- Mike Rutherford – basso, chitarra
- Tim Howar – voce principale (lead: 6, 10)
- Andrew Roachford – voce principale (lead: 1, 2, 3, 5, 8, 11),
- Anthony Drennan – chitarra
- Luke Juby – tastiera
- Gary Wallis – batteria